# J'accuse (pel·lícula de 1919)
J'accuse és una pel·lícula muda francesa del 1919 dirigida per Abel Gance. Juxtaposa un drama romàntic amb el rerefons dels horrors de la Primera Guerra Mundial, i de vegades es descriu com una pel·lícula pacifista o antibel·licista. El rodatge en la pel·lícula va començar el 1918, i algunes escenes es van rodar en camps de batalla reals. La poderosa representació de la pel·lícula del sofriment en temps de guerra, i particularment la seva seqüència climàtica del "retorn dels morts", la va convertir en un èxit internacional i va confirmar a Gance com un dels directors més importants d'Europa.

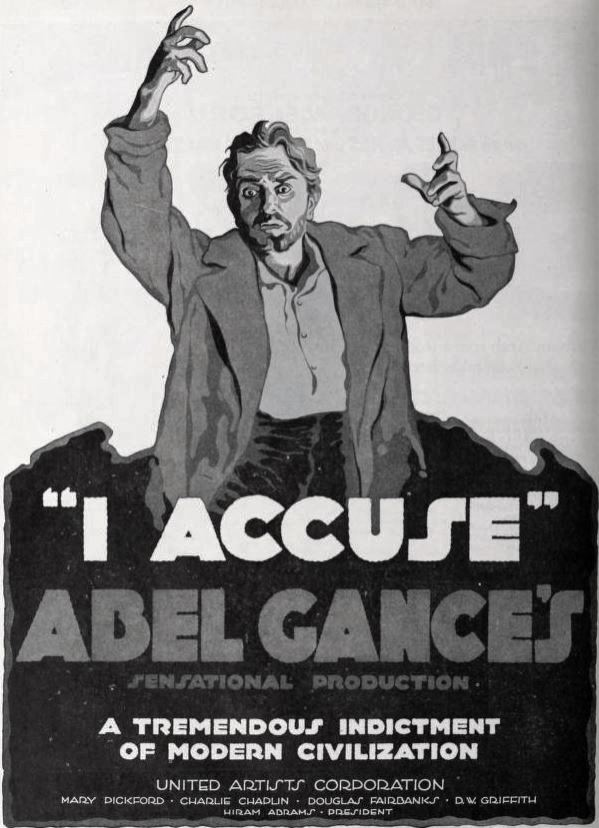
Un dels cartells de la pel·lícula

## Argument
En un poble provençal del sud de França, els vilatans donen la benvinguda a la declaració de guerra amb Alemanya el 1914 i s'agrupen per allistar-se. Entre ells hi ha François Laurin, un home de temperament gelós i violent, que està casat amb Édith, la filla Maria Lazare, un soldat veterà i recte. François sospita, correctament, que l'Édith està mantenint una aventura amb el poeta Jean Diaz que viu al poble amb la seva mare, i aquest envia l'Édith a quedar-se amb els seus pares a Lorena, on posteriorment és capturada i violada pels soldats alemanys. François i Jean es troben servint al mateix batalló al front, on les tensions inicials entre ells donen pas a una estreta amistat que reconeix que tots dos estimen Édith.
El 1918, Jean és donat d'alta per mala salut i torna al poble, per trobar la seva mare morint. L'Édith reapareix de la captivitat, ara amb una jove filla mig alemanya Angèle. El seu pare, Maria Lazare, marxa immediatament per venjar la vergonya del cognom. Quan François torna a casa amb permís, Jean i Édith temen la seva reacció davant la filla il·legítima i intenten ocultar-la, la qual cosa no fa més que reviure les seves geloses sospites de Jean, i els dos homes es barallen. Quan es revela la veritat, François i Jean acorden buscar la seva venjança en la batalla i tots dos tornen al front.
En una gran batalla, en la qual una figura mítica de Le Gaulois lidera les forces franceses, François és ferit i mor a l'hospital de campanya. En Jean, mentrestant, està tan commocionat que es torna boig. Torna al poble i reuneix els habitants per explicar-los la seva visió al camp de batalla: de les tombes dels morts s'aixequen soldats i es reuneixen en una gran cohort que marxa per la terra, de tornada a les seves cases. Jean desafia als vilatans a dir si han estat dignes dels sacrificis dels homes, i observen horroritzats com la seva família i amics morts apareixen al llindar. Els soldats tornen al seu descans, i Jean torna a casa de la seva mare. Allà troba un llibre de poemes propis que esquinça amb fàstic, fins que un d'ells, la seva Oda al Sol, l'impulsa a denunciar el sol per la seva complicitat en els crims de guerra. Quan la llum del sol s'esvaeix de l'habitació, Jean mor.

## Repartiment
- Romuald Joubé com el poeta Jean Diaz
- Maxime Desjardins com a Maria Lazare
- Séverin-Mars com a François Laurin
- Angèle Guys com Angele, la filla d'Édith
- Maryse Dauvray com a Édith Laurin, l'esposa de François
- Mancini com a La mare Díaz
- Angèle Decori com a Marie, la criada de Lazare

## Producció
Abel Gance havia estat reclutat a la Secció Cinematogràfica de l'exèrcit francès durant la Primera Guerra Mundial, però més tard va ser donat d'alta a causa d'una mala salut, una bona fortuna a la qual més tard va dir que li devia la vida. Ja havia formulat la idea de J'accuse, influenciat per les notícies constants de la mort d'amics al front, i també pel recentment publicat llibre Le Feu de Henri Barbusse, i va aconseguir persuadir Charles Pathé perquè financés la pel·lícula. El rodatge va tenir lloc entre l'agost de 1918 i el març de 1919. Per filmar les escenes de batalla, Gance va demanar tornar al front i va ser reincorporat a la Secció Cinématographique, amb el resultat que es va trobar el setembre de 1918 filmant a la batalla de Saint-Mihiel al costat de l'exèrcit dels Estats Units. El seu metratge autèntic es va editar a la secció final de la pel·lícula.
La seqüència del 'retorn dels morts' al final de la pel·lícula es va rodar al sud de França, utilitzant 2.000 soldats que eren de permís. Gance va recordar: "Les condicions en què vam filmar eren profundament commovedores... Aquests homes havien vingut directament del front, de Verdun, i havien de tornar vuit dies després. Van interpretar els morts sabent que, amb tota probabilitat, ells mateixos moririen en poc temps". Aleshores va afirmar que "en poques setmanes després del seu retorn, el vuitanta per cent havia mort al front".
Per al títol inicial de la pel·lícula, es forma un gran grup de soldats, filmats des de dalt, per donar forma a les lletres J...A...C...C...U...S...E. Enmig de la preparació del rodatge, un general va preguntar Gance què estava passant. Gance es va estancar fins que es va completar el rodatge, i després va explicar al general inicial que estava "acusant la guerra... acusant homes... acusant estupidesa universal". A les escenes finals de la pel·lícula, les acusacions de Gance, per boca de Jean Diaz, semblen dirigides contra aquells que no s'han preocupat prou: els civils que van gaudir d'una altra vida, o els que es van beneficiar de la guerra, o que simplement van oblidar el que significava. Es diu que els soldats ressuscitats d'entre els morts es conformen amb tornar al seu repòs un cop els vius assegurats que el seu sacrifici no ha estat en va. L'acusació final de Díaz es fa contra el sol per ser un testimoni mut de tant d'horror.
Preguntat sobre si considerava J'accuse com una pel·lícula pacifista, Gance va respondre: "No m'interessa la política... Però estic en contra de la guerra, perquè la guerra és inútil. Deu o vint anys després, un reflecteix que milions han mort i tot per res. Un ha trobat amics entre els seus vells enemics i enemics entre els seus amics." No tots els crítics, però, n'han estat convençuts el focus de l'argument de Gance: "Aparentment crític amb un patriotisme que ignora cegament la mort que provoca, J'accuse acaba celebrant el sacrifici dels morts com una forma de patriotisme". Altres han assenyalat que J'accuse barreja pacifisme amb nacionalisme, assenyalant les inspiracions de Gance que inclouen no només Henri Barbusse sinó també Emile Zola i Richard Grelling. Mentre l'imperialisme alemany va ser un objectiu de la pel·lícula de Gance, també ho van ser els ciutadans francesos corrents: "La seva diatriba de foc va dirigida a aquells de França que han traït els soldats i la seva lluita per la civilització: una acusació aterridora contra no sols el públic en pantalla, sinó també contra el públic de Gance fora de pantalla el 1919."
La qualitat tècnica de la pel·lícula va ser impressionant, especialment la cinematografia de Léonce-Henri Burel amb el seu ús subtil d'efectes d'il·luminació i una càmera mòbil. Per a les escenes de batalla de l'última secció de la pel·lícula Gance també va introduir algunes de les tècniques d'edició ràpida que desenvoluparia molt més en les seves pel·lícules posteriors La Roue i Napoléon. L'assistent de direcció de Gance va ser l'escriptor Blaise Cendrars, que havia perdut un braç mentre lluitava el 1915, i que també va aparèixer com un dels soldats morts que s'aixecava del camp de batalla.
El cost de fer la pel·lícula va ser de 525.000 FF, una suma considerable per a l'època. El 1923 es va informar que havia guanyat 3.500.000 FF.

## Recepció
Quan J'accuse es va mostrar per primera vegada a França l'abril de 1919, va ser un gran èxit de públic, semblava captar l'estat d'ànim de després de la guerra. La seva aclamació va continuar quan es va mostrar a Londres el maig de 1920, a la Philharmonic Hall amb una orquestra de 40 músics i un cor professional (i sense ser mostrada a la British Board of Film Censors). El ressenyador de The Times, tot i que la va trobar "una mica desigual", va assenyalar que els incidents familiars d'històries bèl·liques van ser "exposats amb més convicció, i alhora amb més amargor, que mai abans". També va quedar profundament impressionat per la visió del despertar dels morts del camp de batalla, i li va retre l'homenatge final que "una pel·lícula ha fet pensar al públic". Gance va rebre un telegrama de l'agent de Pathé a Londres que deia: "El teu nom a Anglaterra és, actualment, més famós que el de Griffith".
Pathé inicialment no va tenir èxit en vendre la pel·lícula per distribuir-la als Estats Units, on les seves referències al pacifisme eren desfavorables, i el 1921 Gance va marxar a Amèrica amb l'esperança de llançar-la ell mateix. Va organitzar una projecció de gala a Nova York per a un públic on hi havia D.W. Griffith i Lillian Gish. Griffith es va emocionar molt per la pel·lícula i va organitzar la seva distribució a través de United Artists.
L'autor i crític de cinema Leonard Maltin va premiar la pel·lícula amb tres estrelles i mitja de les quatre possibles, qualificant la pel·lícula de "[un] clàssic filmat de manera vívida".
Al lloc web de l'agregador de ressenyes Rotten Tomatoes, la pel·lícula té una puntuació d'aprovació del 100% basada en 5 ressenyes, amb una puntuació mitjana de 7,4/10.

## Versions
Gance va revisar i reeditar sovint les seves pel·lícules, i van sorgir diverses versions diferents de J'accuse. Originalment es deia que constava de quatre episodis (5250 metres), però després es va reduir a tres episodis (4350 metres). Va ser reeditada en una versió més curta titulada I Acuse, llançada l'any 1921 i destinada al públic estatunidenc, amb un vessant contrari a la guerra menys universal, una postura més antialemanya, i un final feliç. Les impressions supervivents mostren moltes altres variacions. Una nova restauració de la pel·lícula va ser produïda per Lobster Films Studios, París, en col·laboració amb Nederlands Filmmuseum i Flicker Alley. Van recollir materials de la Lobster Collection, la Filmoteca Txeca de Praga, la Cinémathèque Française i l'Nederlands Filmmuseum per fer la millor i més completa edició possible de la pel·lícula original (3525 metres). Aquesta es va publicar en DVD l'any 2008. El 1938, Gance va fer una altra versió de J'accuse, aquesta vegada amb so i mirant cap a l'imminent esclat de la Segona Guerra Mundial.